# Vidal Peterson
Vidal Peterson (* 6. November 1968 in Kalifornien als Vidal Palacios) ist ein US-amerikanischer Schauspieler der 1980er und der frühen 1990er Jahre.

## Leben
Peterson wurde am 6. November 1968 als Vidal Palacios in Kalifornien geboren. Als Kinderdarsteller debütierte er 1980 in einer Episode der Fernsehserie Eight Is Enough als Schauspieler. Ab demselben Jahr bis einschließlich 1981 wirkte er in der Fernsehserie Mork vom Ork in der Rolle des The Elder mit. Er machte außerdem im Fernsehfilm Scheidungsgrund – Mord sein Filmschauspieldebüt. 1983 stellte er die Rolle des Will Halloway in Das Böse kommt auf leisen Sohlen dar. Er stellte die Hauptrolle des Zauberers Simon im Film Wizards of the Lost Kingdom dar. Danach folgten in den 1990er Jahren kleinere Serien- und Filmrollen, ehe er 1992 in zwei Episoden der Fernsehserie Verducci und Sohn die Rolle des Carl Sweetwater darstellte. 1993 folgten jeweils Episodenrollen in den Fernsehserien Beverly Hills, 90210 und Star Trek: Deep Space Nine.

## Filmotype (Auswahl)
- 1980: Eight Is Enough (Fernsehserie, Episode 5x07)
- 1980–1981: Mork vom Ork (Mork & Mindy, Fernsehserie, 3 Episoden)
- 1981: Scheidungsgrund – Mord (Murder in Texas, Fernsehfilm)
- 1983: Die Dornenvögel (The Thorn Birds, Fernsehmehrteiler)
- 1983: Das Böse kommt auf leisen Sohlen (Something Wicked This Way Comes)
- 1985: Wizards of the Lost Kingdom
- 1990: The New Adam-12 (Fernsehserie, Episode 2x05)
- 1990: Der große amerikanische Sexskandal (Jury Duty: The Comedy, Fernsehfilm)
- 1991: Die Schmach des Vergessens (Never Forget)
- 1991: Raumschiff Enterprise – Das nächste Jahrhundert (Star Trek: The Next Generation, Fernsehserie, Episode 5x08)
- 1992: Verducci und Sohn (Vinnie & Bobby, Fernsehserie, 2 Episoden)
- 1993: Beverly Hills, 90210 (Fernsehserie, Episode 3x17)
- 1993: Star Trek: Deep Space Nine (Fernsehserie, Episode 2x05)